# Энон (станция метро)
«Эно́н» (фр. Hénon) — станция линии C Лионского метрополитена.

## Расположение
Станция находится в 4-м округе Лиона, в районе Круа-Русс. Платформа станции расположена под бульваром Каню (фр. boulevard des Canuts) в районе его пересечения с улицей Энон (фр. rue Hénon) и в районе торговой Большой улицы Круа-Русс (фр. grande rue de la Croix-Rousse). Расстояние до ближайших станций: 652 метра до станции Круа-Русс и 745 метров до станции Кюир.

## Особенности
Станция открыта 10 декабря 1984 года при запуске линии C. Состоит из двух путей и двух боковых платформ. Пассажиропоток в 2006 году составил 94 806 чел./мес.
От станции Круа-Русс до конечной станции Кюир метро следует сначала в туннеле, а затем по поверхности по трассе железной дороги Круа-Русс — Сатоне, открытой в 30 июля 1863 года и закрытой 16 мая 1953 года для пассажирских, а 28 сентября 1975 года и для грузовых перевозок. На месте нынешней станции Энон ранее находилась товарная станция Круа-Русс-2, часть которой сейчас используется в качестве депо для поездов линии C.
Колонны станции украшены мозаиками художника Клода Коне под общим названием «Мозаичные панно и фрагменты галло-романских фресок»..

## Происхождение названия
Станция названа по улице Энон, на которой расположена. Улица в свою очередь названа в честь Жака-Луи Энона (1802—1872) — французского медика, ботаника и политика, уроженца Лиона.

## Достопримечательности
- Бульвар Каню[фр.]
- Стена ткачей — огромная уличная фреска
- Сад Роза Мир
- Церковь Святого Дионисия на Круа-Руссе[фр.]

## Наземный транспорт
Со станции существует пересадка на следующие виды транспорта:

  — троллейбус

   — автобус

   —  «внутрирайонный» автобус